# Wansong Xingxiu
Wansong Xingxiu (cinese semplificato: 万松行秀; cinese tradizionale: 萬松行秀; pinyin: Wànsōng Xíngxiù) o Wansong Yelao (cinese semplificato: 万松野老; cinese tradizionale: 萬松野老; pinyin: Wànsōng Yělǎo) (giapp:  Banshō Gyōshu) (1166 – 1246) è stato un monaco buddista cinese, vissuto sotto la dinastia Jin e l'impero mongolo.

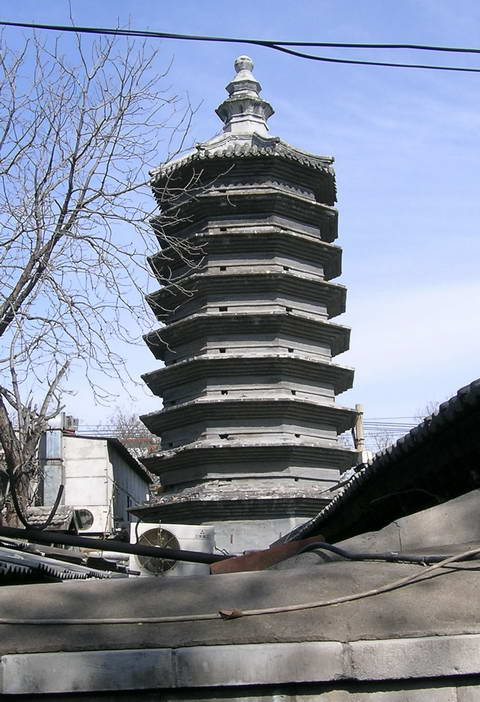
Pagoda del Vecchio di Wansong a Pechino

È stato un membro influente della scuola Caodong di Buddismo Chán.

## Biografia
Wansong è nato nella famiglia Cai a Hezhong (moderno Yuncheng nello Shanxi). All'età di quindici anni si recò a Xingzhou (moderno Xingtai) dove divenne un monaco, prendendo il nome religioso di Xingxiu. Si è poi recato a Cizhou (moderna contea di Ci) per studiare con il Maestro Chan Xueyan Huiman (雪岩 慧 滿 禪師) (1136-1206). In seguito è tornato a Xingzhou dove visse nello studio di Wansong ("diecimila pini") e dove si faceva chiamare "Il vecchio dei diecimila pini" (Wansong Laoren 萬松 老人).